# UPP
UPP（Upp）は、1970年代に活躍したイギリスのロック・フュージョン・バンドである。グループはもともと「3 UPP」と呼ばれ、ステファン・アメージング（ベース）、アンディ・クラーク（キーボード）、ジム・コープリー（ドラム）で構成されていた。ディヴィッド・バンス（ギター）がセカンド・アルバムにてギターで参加した。
スティーヴ・フィールズこと、ステファン・アメージングは、10代でのクラーク・ハッチンソンとのキャリアを前に、「ザ・キネティクス」と呼ばれるバンドで、また時として「ザ・アブストラクト」と呼ばれる別のバンドでベースを演奏していた。「ザ・キネティクス」時代のフィールズの写真の一部は、ビル・チューターのFacebookページで見ることができる。
ジム・コープリーはこのバンドの起源について話している。「3か月間ほぼ毎日リハーサルをしていた頃、1973年にハマースミス・オデオンでのフェアウェル・コンサートを行っていたデヴィッド・ボウイと一緒に演奏するため、ジェフ・ベックがスタジオに遊びに来ました。ジェフは私の父の友人と一緒にいて、壁超しに私たちのバンドを聞いていたんです。私たちは、ジェームス・ブラウンとか、とてもファンキーなことをやっているところでした。彼はドアを蹴り開けて入って来ました。私たちは演奏をストップしました。それがジェフ・ベックだったからです。すると彼は『続けてくれよ、それ好き、それ好き!』と言ったのです」。バンドは、オーティス・レディング、スライ&ザ・ファミリー・ストーン、スティーヴィー・ワンダー、ダニー・ハサウェイなどの演奏から大きな影響を受けていた。
グループは1974年にCBSレコードと契約し、1975年にデビュー・アルバム『UPP』をリリースした。ジェフ・ベックは、このLPでギターを演奏し、プロデュースを担当したが、ライナーノーツには彼が演奏しているという言及はされていなかった。UPPは1年後、『ジス・ウェイ』というタイトルの次のアルバムをリリースした。ベックは再びこのアルバムをプロデュースし、「Dance Your Troubles Away」と「Don't Want Nothing to Change」でギターソロを演奏した。このアルバムは、ロンドンのCBSスタジオで録音された。
このグループは1970年代にBBC Oneの特番『ギターの5つの顔 (Five Faces of Guitar)』においてジェフ・ベックのバックを担当した。これには、ジュリアン・ブリームも登場している。彼らは「Get Down in the Dirt」とビートルズの曲「シーズ・ア・ウーマン」のベックによるアレンジ版という2曲を演奏し、2曲の間の休憩時間にはベックのインストゥルメンタルについてのインタビューが行われた。
BBCラジオでのレコーディングは、1976年頃にBBCラジオ1にて放送された。
グループの楽曲「Give It to You」には、昔から人気のあるブレイクビーツの1つが含まれており、「Ultimate Breaks and Beats」シリーズで紹介されている。

## メンバー
- アンディ・クラーク (Andy Clark) - キーボード
- ステファン・アメージング (Stephen Amazing) - ベース
- ジム・コープリー (Jim Copley) - ドラム
- ディヴィッド・バンス (David Bunce) - ギター
- ジェフ・ベック (Jeff Beck) - ギター、プロデュース

## ディスコグラフィ

### スタジオ・アルバム
- 『UPP』 - Upp (1975年、エピック/CBSレコード)
- 『ジス・ウェイ』 - This Way Upp (1976年、エピック/CBSレコード)
- 『コンプリート・アップ』 - Get Down in the Dirt: The Complete Upp (2005年、Castle Music) ※コンピレーション・アルバム